# Æres-Oscar
En Æres-Oscar gives til dem som Academy of Motion Picture Arts and Sciences beslutter har gjort et solidt og godt stykke arbejde gennem hele deres karriere og som har været med til at udvikle filmbranchen til det den er i dag. Prisen er et tegn på anerkendelse. Den ses som værende meget prestigefyldt. Mange har modtaget prisen gennem årene. Bl.a. Robert Altman, Robert Redford, Kirk Douglas og Walt Disney. 

## Modtagere

### 1920'erne
| År        | Modtager        | Noter | Pris       |
| --------- | --------------- | --- | ---------- |
| 1927/1928 | Warner Bros.    | "for at producere Jazzsangeren (1927), pioneren ef en fremragende tonefilm, som har revolutioneret branchen." | Statuette  |
| 1927/1928 | Charlie Chaplin | "for skuespil, skrivning, instruktion og produktion af Cirkus (1928)."                                        | Statuette  |
| 1928/1929 | Ingen pris      | Ingen pris | Ingen pris |
| 1929/1930 | Ingen pris      | Ingen pris | Ingen pris |

### 1930'erne
| År        | Modtager | Noter | Pris                                                     |
| --------- | --- | --- | -------------------------------------------------------- |
| 1930/1931 | Ingen pris | Ingen pris | Ingen pris                                               |
| 1931/1932 | Walt Disney | "for skabelsen af Mickey Mouse." | Statuette                                                |
| 1932/1933 | Ingen pris | Ingen pris | Ingen pris                                               |
| 1934      | Shirley Temple | "i taknemmelig anerkendelse af hendes fremragende bidrag til filmunderholdning i løbet af året 1934." | Miniature statuette                                      |
| 1935      | D. W. Griffith | "For sine fornemme kreative præstationer som instruktør og producent og sin uvurderlige initiativ og varige bidrag til fremskridtene i filmkunsten." | Statuette                                                |
| 1936      | The March of Time | "for dens betydning for film og for at have revolutioneret en af branchens vigtigste afgreninger - tidsskriftet." | —                                                        |
| 1936      | W. Howard Greene og Harold Rosson | "for farvefotograferingen af Selznick International Production, Allahs have." | Platte                                                   |
| 1937      | Edgar Bergen | "for sin fremragende komediekreation, 'Charlie McCarthy'." | Træstatuette, med bevægelig mund                         |
| 1937      | W. Howard Greene | "for farvefotograferingen af Hollywood bag kulisserne." | Platte                                                   |
| 1937      | Museum of Modern Art Film Library | "for sit betydelige arbejde med at indsamle film fra 1895 til nutiden og for første gang at gøre dem offentligt tilgængelige med midlerne til at studere den historiske og æstetiske udvikling af film som en af de store kunstarter."                                                    | Skriftrulle certifikat                                   |
| 1937      | Mack Sennett | "for sit varige bidrag til komedieteknikken på film, hvis grundlæggende principper er lige så vigtige i dag, som da de først blev sat i praksis, præsenterer akademiet en særlig pris for mesteren af sjov, stjerne opdageren, sympatisk, venlig, forstående komediegeni - Mack Sennett." | Statuette                                                |
| 1938      | J. Arthur Ball | "for sine fremragende bidrag til udviklingen af farve i filmfotografering." | Skriftrulle                                              |
| 1938      | Walt Disney | "for Snehvide og de syv dværge [1937], anerkendt som en betydelig filminnovation, der har charmeret millioner og pioneret et stort nyt underholdningsområde for tegneseriefilm." | En statuette og syv miniature statuetter på en fast bund |
| 1938      | Deanna Durbin og Mickey Rooney | "for deres betydelige bidrag i at at bringe ungdommens ånd og personificering på film, og som unge spillere at sætter en høj standard for evner og præstation." | Miniature statuette                                      |
| 1938      | Gordon Jennings, Jan Domela, Devereaux Jennings, Irmin Roberts, Art Smith, Farciot Edouart, Loyal Griggs, Loren L. Ryder, Harry D. Mills, Louis Mesenkop, Walter Oberst | "for fremragende præstation i at skabe specielle fotografiske- og lydeffekter i Paramount produktionen Ishavs-piraterne." | Platte                                                   |
| 1938      | Oliver T. Marsh og Allen Davey | "for farvefotograferingen af Metro-Goldwyn-Mayer produktionen Sweethearts." | Platte                                                   |
| 1938      | Harry Warner | "i anerkendelse af patriotiske tjenester i produktionen af historiske kortfilm, der præsenterer betydelige episoder i det amerikanske folks tidlige kamp for frihed." | Skriftrulle                                              |
| 1939      | Douglas Fairbanks | "anerkendelse af det unikke og fremragende bidrag fra Douglas Fairbanks, første præsident for akademiet, til den internationale udvikling af film." | Statuette                                                |
| 1939      | Judy Garland | "for hendes fremragende præstationer som barneskuespiller i løbet af det sidste år." | Miniature statuette                                      |
| 1939      | William Cameron Menzies | "for fremragende præstation i brugen af farve til forbedring af dramatisk stemning i produktionen af Borte med blæsten." | Platte                                                   |
| 1939      | Motion Picture Relief Fund | anerkendelse af de fremragende tjenester til branchen i løbet af det sidste år af Motion Picture Relief Fund og dets progressive ledelse. Præsenteret til Jean Hersholt, formand Ralph Morgan, formand for direktionen Ralph Block, første næstformand og Conrad Nagel.                   | Platte                                                   |
| 1939      | Technicolor Company | "for deres succesfulde bidrag med at bringe trefarvefunktionsproduktion til filmen." | Statuette                                                |

### 1940'erne
| År   | Modtager                                                                      | Noter | Pris                                                               |
| ---- | ----------------------------------------------------------------------------- | --- | ------------------------------------------------------------------ |
| 1940 | Bob Hope                                                                      | "i anerkendelse af sin uselviske tjenester til filmindustrien." | Søvlplatte                                                         |
| 1940 | Nathan Levinson                                                               | "for sin fremragende tjeneste til industrien og hæren i de sidste ni år, hvilket har muliggjort den nuværende effektive mobilisering af filmindustrien faciliteter til produktion af militærtræningsfilm."                                     | Statuette                                                          |
| 1941 | Walt Disney, William Garity, John N. A. Hawkins og RCA Manufacturing Company  | "for deres fremragende bidrag til fremme af brugen af lyd i film gennem produktionen af Fantasia." | Certificate of Merit                                               |
| 1941 | Leopold Stokowski og sine kolleger                                            | "for deres unikke præstation i skabelsen af en ny form for visualiseret musik i Walt Disneys produktion, Fantasia, dermed udvides filmens omfang som underholdning og som kunstform."                                                          | Fortjenstcertifikat                                                |
| 1941 | Rey Scott                                                                     | "for hans ekstraordinære præstation med at producere Kukan, fimoptagelser om Kinas kamp, herunder fotografering med et 16mm-kamera under de sværeste og farlige forhold."                                                                      | Fortjenstcertifikat                                                |
| 1941 | British Ministry of Information                                               | "for sin livlige og dramatiske præsentation af RAFs heltemod i dokumentarfilmen, Maalet i Nat." | Fortjenstcertifikat                                                |
| 1942 | Charles Boyer                                                                 | "for hans progressive kulturelle præstation i at etablere den franske forskningsfond i Los Angeles som en kilde til reference til filmindustrien i Hollywood"                                                                                  | Fortjenstcertifikat                                                |
| 1942 | Noël Coward                                                                   | "for sin fremragende produktionspræstation i Havet er vor skæbne " | Fortjenstcertifikat                                                |
| 1942 | Metro-Goldwyn-Mayer                                                           | "for deres præstation i at repræsentere den amerikanske livsstil i produktionen af 'Andy Hardy'-filmserien." | Fortjenstcertifikat                                                |
| 1943 | George Pal                                                                    | "for udvikling af nye metoder og teknikker til fremstilling af kortfilm, kendt som Puppetoons." | Platte; udskiftet med statuette i 1967                             |
| 1944 | Bob Hope                                                                      | "for sine mange tjenester til akademiet." | Livslangt medlemskab i Academy of Motion Picture Arts and Sciences |
| 1944 | Margaret O'Brien                                                              | "fremragende barneskuespillerinde fra 1944." | Miniature Statuette (uddelt i 1946)                                |
| 1945 | Republic Studio, Daniel J. Bloomberg og Republic Studio Sound Department      | "for opførelsen af et fremragende musikalsk scoringsauditorium, der giver optimale optagelsesforhold og kombinerer alle elementer i akustisk og ingeniørdesign."                                                                               | Certifikat (uddelt i 1946)                                         |
| 1945 | Walter Wanger                                                                 | "for sine seks års tjeneste som præsident for Academy of Motion Picture Arts and Sciences." | Special platte                                                     |
| 1945 | The House I Live In                                                           | tolerance kortfilm; produceret af Frank Ross og Mervyn LeRoy; instrueret af Mervyn LeRoy; manuskript af Albert Maltz; sang "The House I Live In", musik af Earl Robinson, lyrik af Lewis Allan; præsenter Frank Sinatra; udgivet af RKO Radio. | Certifikat                                                         |
| 1945 | Peggy Ann Garner                                                              | "fremragende barneskuespillerinde fra 1945." | Miniature Statuette (uddelt i 1947)                                |
| 1946 | Harold Russell                                                                | "for at bringe håb og mod til sine medeveteraner gennem sin medvirken i De bedste år" | Statuette                                                          |
| 1946 | Laurence Olivier                                                              | "for sin fremragende præstation som skuespiller, producent og instruktør i at bringe Henrik V til filmen" | Statuette                                                          |
| 1946 | Ernst Lubitsch                                                                | "for hans fremtrædende bidrag til filmkunsten." | Certifikat                                                         |
| 1946 | Claude Jarman Jr.                                                             | "fremragende barneskuespillerinde fra 1946. | Miniature statuette                                                |
| 1947 | James Baskett                                                                 | "for sin evne og hjertevarme karakterisering af onkel Remus, ven og historiefortæller til verdens børn i Walt Disneys Song of the South." | Statuette                                                          |
| 1947 | Thomas Armat, Colonel William N. Selig, Albert E. Smith og George Kirke Spoor | medlemmer af "den lille gruppe pionerer, hvis tro på et nyt medium, og hvis bidrag til dets udvikling, banede vejen, som film har udviklet sig i deres levetid, fra uklarhed til verdensomspændende anerkendelse."                             | Statuette                                                          |
| 1947 | Pip og kvidder                                                                | "hvor kunstneri og tålmodighed blandede sig i en roman og underholdende brug af film." | Platte; udskiftet med statuette i 1976                             |
| 1947 | I morgen, Mister (Italiensk: Sciuscià)                                        | "den høje kvalitet af denne film, bragt til veltalende liv i et land mærket af krig, er et bevis for verdenen, at den kreative ånd kan triumfere over modgang."                                                                                | Statuette                                                          |
| 1948 | Walter Wanger                                                                 | "for fremragende tjeneste til industrien ved at tilføje til sin moralske statur i verdenssamfundet ved hans produktion af filmen Jeanne d'Arc."                                                                                                | Statuette                                                          |
| 1948 | Monsieur Vincent                                                              | "stemt af akademiets bestyrelse som den mest fremragende fremmedsprogsfilm, der blev udgivet i USA i 1948." | Statuette                                                          |
| 1948 | Sid Grauman                                                                   | "mesterlig showman, der hævede standarden for fremvisning af levende billeder." | Statuette                                                          |
| 1948 | Adolph Zukor                                                                  | "en mand, der er blevet kaldt faderen til spillefilmen i Amerika for sine tjenester til industrien i en periode på fyrre år." | Statuette                                                          |
| 1949 | Jean Hersholt                                                                 | "som anerkendelse af sin tjeneste til akademiet i fire perioder som præsident." | Statuette på en firkantet træbund                                  |
| 1949 | Fred Astaire                                                                  | "for sin unikke kunst og sit bidrag til teknikken af musicalfilm." | Statuette                                                          |
| 1949 | Cecil B. DeMille                                                              | "fornem filmpioner i 37 år af strålende showmanship." | Statuette                                                          |
| 1949 | Cykeltyven (Italiensk: Ladri di biciclette)                                   | "stemt af akademiets bestyrelse som den mest fremragende fremmedsprogsfilm, der blev udgivet i USA i 1949." | Statuette                                                          |

### 1950'erne
| År   | Modtager                                                   | Noter | Pris                |
| ---- | ---------------------------------------------------------- | --- | ------------------- |
| 1950 | Louis B. Mayer                                             | "for fornem service til filmindustrien.” | Statuette           |
| 1950 | George Murphy                                              | "for sine tjenester i tolkning af filmindustrien til landet som helhed.”                                                                                         | Statuette           |
| 1950 | Le mura di Malapaga                                        | stemt af Board of Governors som den mest fremragende fremmedsprogsfilm, der blev udgivet i USA i 1950.                                                           | Statuette           |
| 1951 | Gene Kelly                                                 | "i værdsættelse af hans alsidighed som skuespiller, sanger, instruktør og danser og specifikt for sin strålende resultater inden for koreografikunsten på film." | Statuette           |
| 1951 | Rashomon                                                   | stemt af Board of Governors som den mest fremragende fremmedsprogsfilm, der blev udgivet i USA i 1951.                                                           | Statuette           |
| 1952 | Merian C. Cooper                                           | "for sine mange innovationer og bidrag til filmkunsten.” | Statuette           |
| 1952 | Bob Hope                                                   | "for sine bidrag til verdens latter, sin service til filmindustrien og hans hengivenhed over for det amerikanske premis.”                                        | Statuette           |
| 1952 | Harold Lloyd                                               | "mester komiker og god borger.” | Statuette           |
| 1952 | George Mitchell                                            | "for designet og udviklingen of kameraet som bærer hans navn og for hans fortsatte og dominerende tilstedeværelse inden for cinematografi.”                      | Statuette           |
| 1952 | Joseph M. Schenck                                          | "for lang og fornem service til filmindustrien.” | Statuette           |
| 1952 | Forbudte lege (Fransk: Jeux interdits)                     | Bedste fremmedsprogsfilm udgivet i USA i 1952. | Statuette           |
| 1953 | 20th Century-Fox Film Corporation                          | "i erkendelse af deres fantasi, showmanship og fremsyn i at indføre den revolutionerende proces kendt som CinemaScope.”                                          | Statuette           |
| 1953 | Bell and Howell Company                                    | "for deres banebrydende og grundlæggende resultater i udviklingen af filmindustrien.”                                                                            | Statuette           |
| 1953 | Joseph Breen                                               | "for sin samvittighedsfulde, åbne og dyrebare forvaltning af Motion Picture Production Code”                                                                     | Statuette           |
| 1953 | Pete Smith                                                 | "for hans vittige og skarpe observationer på den amerikanske scene i sin serie af 'Pete Smith Specialties'.”                                                     | Statuette           |
| 1954 | Bausch & Lomb Optical Company                              | "for deres bidrag til udviklingen af filmindustrien.” | Statuette           |
| 1954 | Danny Kaye                                                 | "for sine unikke talenter, sin service til akademiet, filmindustrien og det amerikanske folk.”                                                                   | Statuette           |
| 1954 | Kemp Niver                                                 | "til udvikling af Renovare-processen, som har muliggjort restaureringen af Library of Congress Paper Film Collection.”                                           | Statuette           |
| 1954 | Greta Garbo                                                | "for sine uforglemmelige optrædener på film.” | Statuette           |
| 1954 | Jon Whiteley                                               | "for sin enestående ungdomspræstation i De små kidnappere | Miniature statuette |
| 1954 | Vincent Winter                                             | "for sin enestående ungdomspræstation i De små kidnappere | Miniature statuette |
| 1954 | Ingen kan tvinge et hjerte (Japansk: Jigokumon)            | Bedste fremmedsprogsfilm udgivet i USA i 1954. | Statuette           |
| 1955 | Miyamoto Musashi                                           | Bedste fremmedsprogsfilm udgivet i USA i 1955. | Statuette           |
| 1956 | Eddie Cantor                                               | “for fremragende service til filmindustrien.” | Statuette           |
| 1957 | Society of Motion Picture and Television Engineers (SMPTE) | "for deres bidrag til udviklingen af filmindustrien.” | Statuette           |
| 1957 | Gilbert M. "Broncho Billy" Anderson                        | "filmpioner, for sit bidrag til udviklingen af film som underholdning.”                                                                                          | Statuette           |
| 1957 | Charles Brackett                                           | "for fremragende service til akademiet.” | Statuette           |
| 1957 | B. B. Kahane                                               | "for fornem service til filmindustrien.” | Statuette           |
| 1958 | Maurice Chevalier                                          | “for sine bidrag til en verden af underholdning i mere end et halvt århundrede.”                                                                                 | Statuette           |
| 1959 | Buster Keaton                                              | "for sine unikke talenter, der bragte udødelige komedier til skærmen.”                                                                                           | Statuette           |
| 1959 | Lee De Forest                                              | "for sine banebrydende opfindelser, der bragte lyd til film.” | Statuette           |

### 1960'erne
| År   | Modtager             | Noter | Pris                |
| ---- | -------------------- | --- | ------------------- |
| 1960 | Gary Cooper          | "for sine mange mindeværdige skærmoptrædener og den internationale anerkendelse han som individ har opnået for filmindustrien."                                                        | Statuette           |
| 1960 | Stan Laurel          | "for sine kreative banebrydende inden for feltet komediefilm." | Statuette           |
| 1960 | Hayley Mills         | "for Pollyanna, den mest fremragende ungdomspræstation i 1960." | Miniature Statuette |
| 1961 | William L. Hendricks | "for sin fremragende patriotisk tjeneste i udformningen, skrivningen og produktionen af Marine Corps-filmen, A Force in Readiness, som har bragt ære til Akademiet og filmindustrien." | Statuette           |
| 1961 | Fred L. Metzler      | "for sit engagement og fremragende service til Academy of Motion Picture Arts and Sciences."                                                                                           | Statuette           |
| 1961 | Jerome Robbins       | "for sine strålende resultater inden for koreografikunsten på film." | Statuette           |
| 1962 | Ingen pris           | Ingen pris | Ingen pris          |
| 1963 | Ingen pris           | Ingen pris | Ingen pris          |
| 1964 | William J. Tuttle    | "for hans fremragende make-up præstation for 7 Faces of Dr. Lao." | Statuette           |
| 1965 | Bob Hope             | "for unik og fornem tjeneste til vores industri og akademiet." | Guldmedalje         |
| 1966 | Yakima Canutt        | "for resultater som en stuntmand og for at udvikle sikkerhedsanordninger til at beskytte stuntmænd overalt."                                                                           | Statuette           |
| 1966 | Y. Frank Freeman     | "for usædvanlig og enestående service til akademiet i løbet af sine tredive år i Hollywood."                                                                                           | Statuette           |
| 1967 | Arthur Freed         | "for fremragende service til akademiet og produktion af seks topplaceret uddelingstelecasts."                                                                                          | Statuette           |
| 1968 | John Chambers        | "for sin fremragende makeuppræstation for Abernes planet." | Statuette           |
| 1968 | Onna White           | "for hendes fremragende koreografipræstation for Oliver!." | Statuette           |
| 1969 | Cary Grant           | "for sit unikke mestring af filmskuespillekunsten med respekten og hengivenhed af sine kollegere."                                                                                     | Statuette           |

### 1970'erne
| År   | Modtager                                | Noter | Pris       |
| ---- | --------------------------------------- | --- | ---------- |
| 1970 | Lillian Gish                            | "for superlative artisteri og for fremragende bidrag til udviklingen af film."                                                                                           | Statuette  |
| 1970 | Orson Welles                            | "for superlative artisteri og alsidighed i skabelsen af film." | Statuette  |
| 1971 | Charles Chaplin                         | "for den uvurderlige virkning han har haft i at gøre film til dette århundredes kunstform."                                                                              | Statuette  |
| 1972 | Charles S. Boren                        | "Leader i 38 år af branchens oplyste arbejdsmarkedsforhold og arkitekt af sin politik om ikke-diskrimination. Med respekt og hengivenhed for alle, der arbejder i film." | Statuette  |
| 1972 | Edward G. Robinson (posthumt)           | "der opnåede storhed som en spiller, en protektor for kunsten og en dedikeret borger ... tilsammen en renæssancemand. Fra sine venner i branchen han elsker."            | Statuette  |
| 1973 | Henri Langlois                          | "for sin hengivenhed til filmkunsten, sine massive bidrag til at bevare dens fortid og sin usvigelige tro i dens fremtid."                                               | Statuette  |
| 1973 | Groucho Marx                            | "som anerkendelse af sin strålende kreativitet og for de uovertrufne præstationer fra Marx-brøderne inden for film-komedie."                                             | Statuette  |
| 1974 | Howard Hawks                            | "En mesterlig amerikansk filmskaber, hvis kreative indsats har en fremtrædende plads i verdens film."                                                                    | Statuette  |
| 1974 | Jean Renoir                             | "et geni, der med nåde, ansvar og misundelsesværdige hengivenhed gennem stumfilm, tonefilm, spillefilm, dokumentar og fjernsyn har vundet verdens beundring."            | Statuette  |
| 1975 | Mary Pickford                           | "som anerkendelse af sine unikke bidrag til filmindustrien og udviklingen af film som et kunstnerisk medium."                                                            | Statuette  |
| 1976 | Ingen pris                              | Ingen pris | Ingen pris |
| 1977 | Margaret Booth                          | "for sine enestående bidrag til kunsten at filmklipning i filmindustrien."                                                                                               | Statuette  |
| 1978 | Walter Lantz                            | "for at bringe glæde og latter til alle dele af verden gennem sine unikke animerede film."                                                                               | Statuette  |
| 1978 | Lord Laurence Olivier                   | "for hele sit arbejde, for de unikke præstationer i hele sin karriere og sit livslange bidrag til filmkunsten."                                                          | Statuette  |
| 1978 | King Vidor                              | "for sin uforlignelige resultater som en filmskaber og innovatør." | Statuette  |
| 1978 | Museum of Modern Art Department of Film | "for det bidrag, det har gjort for offentlighedens opfattelse af film som en kunstform."                                                                                 | Statuette  |
| 1979 | Hal Elias                               | "for sit engagement og fremragende service til Academy of Motion Picture Arts and Sciences."                                                                             | Statuette  |
| 1979 | Sir Alec Guinness                       | "for at fremme filmskuespillekunsten gennem et væld af mindeværdige og fremtrædende optrædener."                                                                         | Statuette  |

### 1980'erne
| År   | Modtager                            | Noter | Pris       |
| ---- | ----------------------------------- | --- | ---------- |
| 1980 | Henry Fonda                         | "den fuldendte skuespiller, som anerkendelse af sine strålende resultater og vedvarende bidrag til filmkunsten."                                                                                       | Statuette  |
| 1981 | Barbara Stanwyck                    | "til superlativ kreativitet og et unikt bidrag til filmskuespillekunsten." | Statuette  |
| 1982 | Mickey Rooney                       | "som anerkendelse af sin 60 års alsidighed i en række mindeværdige filmoptrædener." | Statuette  |
| 1983 | Hal Roach                           | "til anerkendelse af sin uovertruffen antal af fremtrædende bidrag til filmkunstform." | Statuette  |
| 1984 | James Stewart                       | "for sine halvtreds år af mindeværdige optrædener. For sine høje idealer både på og uden for filmen. Med respekt og kærlighed fra sine kolleger."                                                      | Statuette  |
| 1984 | The National Endowment for the Arts | "som anerkendelse af dets 20 års jubilæum og dets dedikerede engagement til at fremme kunstnerisk og kreativ aktivitet og ekspertise inden for kunstområdet."                                          | Statuette  |
| 1985 | Paul Newman                         | "til anerkendelse af sine mange mindeværdige og overbevisende filmoptræden og for sin personlige integritet og dedikation til sit håndværk."                                                           | Statuette  |
| 1985 | Alex North                          | "i anerkendelse af sin strålende kunstfærdighed i skabelsen af mindeværdige musik for et væld af fornemme film."                                                                                       | Statuette  |
| 1986 | Ralph Bellamy                       | "for sit enestående artisteri og sin fornemme service til erhvervet som skuespiller." | Statuette  |
| 1987 | Ingen pris                          | Ingen pris | Ingen pris |
| 1988 | Eastman Kodak Company               | "i anderkendelse af firmaets fundamentale bidrag til filmkunsten gennem det første århundrede af filmhistorie."                                                                                        | Statuette  |
| 1988 | National Film Board of Canada       | "som anerkendelse af dets 50 års jubilæum og dets dedikerede forpligtelse til at skabe kunstnerisk, kreativ og teknologisk aktivitet og ekspertise inden for alle områder inden for filmfremstilling." | Statuette  |
| 1989 | Akira Kurosawa                      | "til filmiske resultater, der har inspireret, glædet, beriget og underholdt verdensomspændende publikum og påvirket filmskabere over hele verden."                                                     | Statuette  |

### 1990'erne
| År   | Modtager               | Noter | Pris      |
| ---- | ---------------------- | --- | --------- |
| 1990 | Sophia Loren           | "en af de ægte skatte af verdensfilmen, der i en karriere rig med mindeværdige optrædener har tilføjet permanent glans til vores kunstform."                                       | Statuette |
| 1990 | Myrna Loy              | "som anerkendelse af sine ekstraordinære kvaliteter både på filmen og udenfor, med påskønnelse for en livslang værd af uudslettelige optrædener."                                  | Statuette |
| 1991 | Satyajit Ray           | "som anerkendelse af sit sjældne mesterskab inden for film og af sit dybe humanitære udsyn, som har haft en uudslettelig indflydelse på filmskabere og publikum over hele verden." | Statuette |
| 1992 | Federico Fellini       | "i anerkendelse af sine filmiske præstationer, der har begejstret og underholdt verdensomspændende publikum."                                                                      | Statuette |
| 1993 | Deborah Kerr           | "i forståelse for en komplet karriere værd af elegante og smukt udformede optrædener."                                                                                             | Statuette |
| 1994 | Michelangelo Antonioni | "som anerkendelse af sin placering som en af biografens mesterlige visuelle stylister."                                                                                            | Statuette |
| 1995 | Kirk Douglas           | "for 50 år som en kreativ og moralsk kraft i filmfællesskabet." | Statuette |
| 1995 | Chuck Jones            | "til skabelsen af klassiske tegnefilm og tegneseriefigurer, hvis animerede liv har bragt glæde til vores virkelighed i mere end et halvt århundrede."                              | Statuette |
| 1996 | Michael Kidd           | "i anerkendelse af sine tjenester til dansekunsten i filmkunsten." | Statuette |
| 1997 | Stanley Donen          | "i værdsættelse af et arbejde præget af nåde, elegance, humor og visuel innovation."                                                                                               | Statuette |
| 1998 | Elia Kazan             | "i værdsættelse af en lang, fremtrædende og uovertruffen karriere, hvor han har påvirket selve filmenes karakter gennem sine skabelser af filmmesterværker."                       | Statuette |
| 1999 | Andrzej Wajda          | "som anerkendelse af fem årtier af ekstraordinær filminstruktion." | Statuette |

### 2000'erne
| År   | Modtager           | Noter | Pris       |
| ---- | ------------------ | --- | ---------- |
| 2000 | Jack Cardiff       | "mester af lys og farve."                                                                                                | Statuette  |
| 2000 | Ernest Lehman      | "i værdsættelse af et arbejde af varierede og varige værker."                                                            | Statuette  |
| 2001 | Sir Sidney Poitier | "som anerkendelse af sine bemærkelsesværdige præstationer som kunstner og som menneske."                                 | Statuette  |
| 2001 | Robert Redford     | "Skuespiller, instruktør, producent, skaber af Sundance, inspiration til uafhængige og innovative filmskabere overalt."  | Statuette  |
| 2002 | Peter O'Toole      | "hvis bemærkelsesværdige talenter har givet filmhistorie med nogle af sine mest mindeværdige figurer."                   | Statuette  |
| 2003 | Blake Edwards      | "som anerkendelse af sin skrivning, instruktion og produktion af ekstraordinært arbejde for filmen."                     | Statuette  |
| 2004 | Sidney Lumet       | "som anerkendelse af sine strålende tjenester til skuespillere, kunstnere og filmkunsten."                               | Statuette  |
| 2005 | Robert Altman      | "som anerkendelse af en karriere, der gentagne gange har genopfundet kunstformen og inspireret filmskabere og publikum." | Statuette  |
| 2006 | Ennio Morricone    | "som anerkendelse af hans storslåede og mangfoldige bidrag til filmmusikkunsten."                                        | Statuette  |
| 2007 | Robert F. Boyle    | "i anerkendelse af en af filmens store karriere som Art director."                                                       | Statuette  |
| 2008 | Ingen pris         | Ingen pris | Ingen pris |
| 2009 | Lauren Bacall      | "som anerkendelse af sine centrale placering i filmens guldalder."                                                       | Statuette  |
| 2009 | Roger Corman       | "for hans rige dannelse af film og filmskabere."                                                                         | Statuette  |
| 2009 | Gordon Willis      | "for uovertruffen beherskelse af lys, skygge, farve og bevægelse."                                                       | Statuette  |

### 2010'erne
| År   | Modtager             | Noter | Pris      |
| ---- | -------------------- | --- | --------- |
| 2010 | Kevin Brownlow       | "for den kloge og hengivne kronikning af den filmiske parade." | Statuette |
| 2010 | Jean-Luc Godard      | "for lidenskab. for konfrontation. for en ny slags film." | Statuette |
| 2010 | Eli Wallach          | "for en levetid værd af uudslettelige filmkaraktere." | Statuette |
| 2011 | James Earl Jones     | "for sin arv af konsistent excellence og usædvanlig alsidighed" | Statuette |
| 2011 | Dick Smith           | "for sin uovertruffen beherskelse af tekstur, skygge, form og illusion" | Statuette |
| 2012 | D. A. Pennebaker     | ".. [H]ar inspireret generationer af filmskabere med sin "du er her" stil.Han betragtes som en af grundlæggerne af cinéma vérité-bevægelsen ..."                                                                           | Statuette |
| 2012 | Hal Needham          | "En pioner i forbedring af stuntteknologi og sikkerhedsprocedurer..." | Statuette |
| 2012 | George Stevens Jr.   | "En utrættelig kunstmester i Amerika og især den mest amerikanske kunst: Hollywoodfilmen" | Statuette |
| 2013 | Angela Lansbury      | "et underholdningsikon, der har skabt nogle af filmens mest mindeværdige figurer, inspirerende generationer af skuespillere."                                                                                              | Statuette |
| 2013 | Steve Martin         | "som anerkendelse af sine ekstraordinære talenter og den unikke inspiration, han har bragt til kendskab for filmkunsten."                                                                                                  | Statuette |
| 2013 | Piero Tosi           | "en visionær, hvis uforlignelige kostumedesign formet tidløs levende kunst i film." | Statuette |
| 2014 | Jean-Claude Carrière | | Statuette |
| 2014 | Hayao Miyazaki       | "har dybt påvirket animationen for evigt, inspirerende generationer af kunstnere til at arbejde i vores medium og belyse dets ubegrænsede potentiale ..."                                                                  | Statuette |
| 2014 | Maureen O'Hara       | "En af Hollywoods lyseste stjerner, hvis inspirerende optrædener glødede med lidenskab, varme og styrke." | Statuette |
| 2015 | Spike Lee            | "en mester af uafhængige film og en inspiration til unge filmskabere" | Statuette |
| 2015 | Gena Rowlands        | "et originalt talent, hvis hengivenhed til sit håndværk har tjent hendes verdensomspændende anerkendelse som et uafhængigt filmikon"                                                                                       | Statuette |
| 2016 | Jackie Chan          | "Han medvirkede i – og nogengange skrev, instruerede og producerede – mere end 30 kamsportfilm i sit hjemland Hong Kong, charmerende publikum med sin blændende atletiske, opfindsomme stuntarbejde og grænseløs karisma." | Statuette |
| 2016 | Lynn Stalmaster      | "I løbet af fem årtier har han brugt sine talenter til mere end 200 spillefilm ... og har været medvirkende i karriere af berømte skuespillere"                                                                            | Statuette |
| 2016 | Anne V. Coates       | "I mere end 60 år som filmklipper har hun arbejdet side om side med mange førende instruktører på et imponerende udvalg af film"                                                                                           | Statuette |
| 2016 | Frederick Wiseman    | "Wiseman har lavet en film næsten hvert år siden 1967, der oplyser liv i sammenhæng med sociale, kulturelle og offentlige institutioner"                                                                                   | Statuette |
| 2017 | Charles Burnett      | "en resolut, uafhængig og indflydelsesrig filmpioner, der har fortalt sorte amerikaners liv med veltalenhed og indsigt" | Statuette |
| 2017 | Owen Roizman         | "hans ekspansive visuelle stil og tekniske innovation har udviklet kunsten af fotograferingen" | Statuette |
| 2017 | Donald Sutherland    | "i en levetid af utrolige karaktere, gengivet med urokkelig sandhed" | Statuette |
| 2017 | Agnès Varda          | "hendes medfølelse og nysgerrigt indsigt en unik personlig filmgang" | Statuette |
| 2018 | Marvin Levy          | "For en eksemplarisk karriere i reklame, der har bragt film til sind, hjerter og sjæle hos publikum over hele verden" | Statuette |
| 2018 | Lalo Schifrin        | "i anerkendelse af sin unikke musikalske stil, kompositionsintegritet og indflydelsesrige bidrag til kunsten at filmscore"                                                                                                 | Statuette |
| 2018 | Cicely Tyson         | "hvis uforglemmelige præstationer og personlig integritet har inspireret generationer af filmskabere, skuespillere og publikum"                                                                                            | Statuette |
| 2019 | David Lynch          | "for frygtløst at bryde grænser i jagten på sin enestående filmvision." | Statuette |
| 2019 | Wes Studi            | "i anerkendelse af den kraft og det håndværk, han bringer til sine uudslettelige filmskildringer og for sin stadige støtte til det indianske samfund."                                                                     | Statuette |
| 2019 | Lina Wertmüller      | "for sine provokerende forstyrrelse af politiske og sociale normer leveret med tapperhed gennem hendes valgte våben: kameralinsen."                                                                                        | Statuette |